# Blue (album)
Blue je v první DVD kanadské hudební skupiny The Birthday Massacre, které vyšlo v roce 2005.

## Seznam skladeb
1. Blue (music video)
2. Nevermind (music video)
3. Violet (live video)
4. Video Kid (live video)